# Staryky (obwód żytomierski)
Staryky (ukr. Старики) – wieś na Ukrainie, w obwodzie żytomierskim, w rejonie korosteńskim, w hromadzie Irszańsk. W 2001 liczyła 418 mieszkańców, spośród których 404 wskazało jako ojczysty język ukraiński, 13 rosyjski, a 1 białoruski.

## Uordzeni
- Władimir Amalicki